# مدارس الكاتدرائية

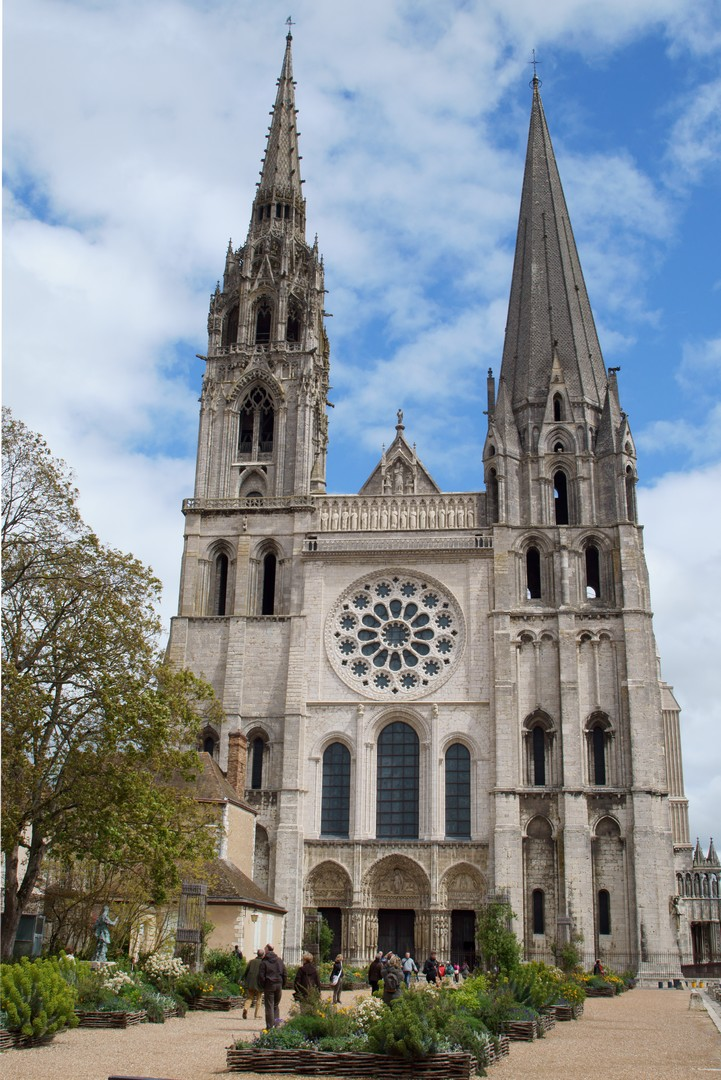
كانت مدرسة كاتدرائية شارتر مركز الحياة الفكرية والعلميّة في أوروبا العصور الوسطى.

خلال القرون الوسطى، تم بناء مدارس قرب الكنائس والكتدرائيات، ودعيت بمدارس الكاتدرائية. وكانت هذه المداراس مراكز للتعليم المتقدم، وبعض من هذه المدارس أصبحت في نهاية المطاف الجامعات الأولى في الغرب. وأُعتبرت مدرسة كاتدرائية شارتر أكثر المدارس شهرةً وتأثيرًا، حيث كان لها دور هام في حفظ الفكر القديم ونشر العلوم في العالم الغربي. مع ظهور مدارس الكاتدرائية في أوائل القرون الوسطى تحولت هذه المؤسسات إلى مراكز تعليم متقدمة، ومتطورة في كثير من الأحيان وشكلت نقطة انطلاق لكثير من الإنجازات في أوروبا الغربية، وفي وقت لاحق شجعت على حرية البحث وخرّجت مجموعة كبيرة ومتنوعة من العلماء والفلاسفة. كان للمدارس وجامعات الكنيسة آثار ايجابية على تطوير العلوم، المؤرخين يذهب أبعد من ذلك إذ بحسبهم هذه المداراس تمثل بدايات العلم الحديث.
تعود عمومًا الجامعة كمؤسسة للتعليم العالي إلى القرون الوسطى ويشير الباحثين إلى كون الجامعة ذات جذور مسيحية. فقبل قيامها رسميًا، عملت العديد من الجامعات في العصور الوسطى لمئات السنين كمدارس المسيحية ومدارس رهبانية، وعلّم فيها الرهبان والراهبات، كذلك تعتبر منح الشهادة الجامعية بعد إنهاء التعليم نتاج مسيحي. ويرى المؤرخ جيفري بلايني أن الجامعة أصبحت سمة مميزة للحضارة المسيحية.
أوائل الجامعات التي أرتبطت بالكنيسة الكاثوليكية بدأت كمدرسة كتدرائية أو مدرسة رهبانية ثم سرعان مإنفصلت مع زيادة عدد الطلاب ومن هذه الجامعات كانت جامعة بولونيا، جامعة باريس، جامعة أوكسفورد، جامعة مودينا، جامعة بلنسية، جامعة كامبردج، جامعة سالامانكا، جامعة مونبلييه، جامعة بادوفا، جامعة تولوز، جامعة نيو اورليانز، جامعة سيينا، جامعة بودابست، جامعة كويمبرا، جامعة روما سابينزا وجامعة جاجيلونيان في كراكوف وشغل نسبة كبيرة من رجال الدين والرهبان المسيحيين مناصب كأساتذة في هذه الجامعات، كان يتم التدريس فيها كافة المواضيع كللاهوت والفلسفة والقانون والطب والعلوم الطبيعية. وقد وضعت هذه الجامعات تحت رعاية الكنيسة الكاثوليكية عام 1229 على إثر وثيقة بابوية.